# Il Pagante
Il Pagante ist eine italienische Musikgruppe aus Mailand.

## Geschichte
Das Projekt Il Pagante geht auf die Studenten Guglielmo Panzera (Bocconi-Universität) und Alfredo Tomasi (IULM) zurück, die 2010 eine Facebook-Seite zum fiktiven Johnny Il Pagante starteten. Dabei ging es darum, typische Verhaltensweisen der Mailänder Jugend sarkastisch zu kommentieren, speziell das Nachtleben sowie das Schul- und Universitätsumfeld. Die musikalische Umsetzung des Projekts übernahmen die Produzenten Merk & Kremont. Kremonts Cousin Edoardo Cremona wurde unter dem Pseudonym Eddy Veerus zum Gesicht der Gruppe, zusammen mit den Sängerinnen Brancar (Roberta Branchini) und Federica Napoli.
Im Januar 2012 veröffentlichte die Gruppe, zunächst noch ohne Eddy Veerus, ihr erstes Lied Entro in pass. Ihre Bekanntheit stieg langsam an, 2013 wurde das Lied #Sbatti ein Internetphänomen. Der endgültige Durchbruch kam 2014 mit dem Hit Pettinero. Daraufhin nahm Warner Music die Gruppe unter Vertrag und es folgten weitere Hits wie Faccio after und Vamonos. 2016 erschien, nach weiteren erfolgreichen Singles wie Bomber, das Debütalbum Entro in pass, das Platz drei der italienischen Charts erreichte.
Die Gruppe veröffentlichte in den folgenden Jahren weitere Singles und 2018 bei Believe das zweite Album Paninaro 2.0, das an den Erfolg des Vorgängers anknüpfen konnte. Als besonders populär erwies sich 2019 die Singleauskopplung Settimana bianca. Im selben Jahr veröffentlichte das Projekt bei Mondadori auch das Buch Destinazione privé. Der Hit Portofino leitete 2020 das dritte Album der Gruppe ein, das 2022 unter dem Titel Devastante erschien. Im selben Jahr gab Federica Napoli bekannt, die Gruppe aus gesundheitlichen Gründen zu verlassen.

## Diskografie

### Alben
| Jahr | Titel Musiklabel     | Höchstplatzierung, Gesamtwochen, AuszeichnungChartsChartplatzierungen (Jahr, Titel, Musiklabel, Platzierungen, Wochen, Auszeichnungen, Anmerkungen) | Anmerkungen                                                 |
| Jahr | Titel Musiklabel     | IT | Anmerkungen                                                 |
| ---- | -------------------- | --- | ----------------------------------------------------------- |
| 2016 | Entro in pass Warner | IT3 Platin · (17 Wo.)IT | Erstveröffentlichung: 16. September 2016 Verkäufe: + 50.000 |
| 2018 | Paninaro 2.0 Believe | IT6 Platin · (77 Wo.)IT | Erstveröffentlichung: 21. September 2018 Verkäufe: + 50.000 |
| 2022 | Devastante Believe   | IT7 Gold · (10 Wo.)IT | Erstveröffentlichung: 21. Januar 2022 Verkäufe: + 25.000    |
| 2025 | Fomo Believe         | IT53 (1 Wo.)IT | Erstveröffentlichung: 13. Juni 2025                         |

### Singles (Auswahl)
| Jahr | Titel Album                                            | Höchstplatzierung, Gesamtwochen, AuszeichnungChartsChartplatzierungen (Jahr, Titel, Album, Platzierungen, Wochen, Auszeichnungen, Anmerkungen) | Anmerkungen                                                                 |
| Jahr | Titel Album                                            | IT | Anmerkungen                                                                 |
| ---- | ------------------------------------------------------ | --- | --------------------------------------------------------------------------- |
| 2013 | #Sbatti Entro in pass                                  | IT— GoldIT | Erstveröffentlichung: 9. Juni 2013 Verkäufe: + 25.000                       |
| 2014 | Pettinero Entro in pass                                | IT28 Platin · (3 Wo.)IT | Erstveröffentlichung: 2. Februar 2014 Verkäufe: + 50.000                    |
| 2014 | Faccio after Entro in pass                             | IT68 Gold · (1 Wo.)IT | Erstveröffentlichung: 9. November 2014 Verkäufe: + 25.000                   |
| 2015 | Vamonos Entro in pass                                  | IT45 Platin · (14 Wo.)IT | Erstveröffentlichung: 7. Juni 2015 Verkäufe: + 50.000                       |
| 2016 | La shampista Entro in pass                             | IT71 Gold · (2 Wo.)IT | Erstveröffentlichung: 21. Februar 2016 Verkäufe: + 25.000                   |
| 2016 | Bomber Entro in pass                                   | IT15 Platin · (13 Wo.)IT | Erstveröffentlichung: 10. Juni 2016 Verkäufe: + 50.000                      |
| 2016 | DAM Entro in pass                                      | IT43 Platin · (16 Wo.)IT | Erstveröffentlichung: 9. September 2016 Verkäufe: + 50.000                  |
| 2016 | Ultimo Entro in pass                                   | IT— GoldIT | Erstveröffentlichung: 16. September 2016 Verkäufe: + 25.000                 |
| 2017 | Too Much Paninaro 2.0                                  | IT34 Platin · (6 Wo.)IT | Erstveröffentlichung: 19. Juni 2017 Verkäufe: + 50.000                      |
| 2018 | Dress Code Paninaro 2.0                                | IT13 Gold · (3 Wo.)IT | Erstveröffentlichung: 12. Januar 2018 feat. Samuel Heron Verkäufe: + 25.000 |
| 2018 | Il terrone va di moda Paninaro 2.0                     | IT38 Platin · (3 Wo.)IT | Erstveröffentlichung: 6. Juli 2018 Verkäufe: + 100.000                      |
| 2018 | DAM 2 (Il ritorno) Paninaro 2.0                        | IT67 Gold · (1 Wo.)IT | feat. MadMan Verkäufe: + 35.000                                             |
| 2018 | La triste storia dei ragazzi di provincia Paninaro 2.0 | IT— GoldIT | feat. Gemelli DiVersi Verkäufe: + 35.000                                    |
| 2019 | Settimana bianca Paninaro 2.0                          | IT43 ×3Dreifachplatin · (3 Wo.)IT | Verkäufe: + 300.000                                                         |
| 2019 | Adoro Paninaro 2.0                                     | IT— GoldIT | feat. Myss Keta Verkäufe: + 25.000                                          |
| 2020 | Portofino Devastante                                   | IT20 ×2Doppelplatin · (20 Wo.)IT | Erstveröffentlichung: 1. Juli 2020 Verkäufe: + 140.000                      |
| 2021 | Open Bar Devastante                                    | IT34 ×2Doppelplatin · (17 Wo.)IT | Erstveröffentlichung: 9. Juni 2021 feat. Stash Verkäufe: + 200.000          |
| 2021 | Un pacco per te Devastante                             | IT81 (2 Wo.)IT | Erstveröffentlichung: 1. Dezember 2021 feat. Lorella Cuccarini              |
| 2024 | Spingere Fomo                                          | IT21 Gold · (9 Wo.)IT | Erstveröffentlichung: 23. Januar 2024 feat. Villabanks Verkäufe: + 50.000   |
| 2024 | Maranza Fomo                                           | IT66 Gold · (4 Wo.)IT | Erstveröffentlichung: 15. Mai 2024 feat. Fabio Rovazzi Verkäufe: + 50.000   |